# Neutronový zdroj
Zdroj neutronů je jakékoli zařízení, které emituje neutrony, bez ohledu na mechanismus použitý k jejich produkci. Neutronové zdroje se používají ve fyzice, jaderné energetice, jaderných zbraních, strojírenství, medicíně, průzkumu ropy, biologii, chemii, archeologii a mnoho dalších odvětvích.  Zdroje neutronů se liší energií emitovaných neutronů, počtem neutronů, neutronovým tokem, velikostí zdroje, životností a náklady. Neutronové zdroje lze rozdělit podle velikosti:

## Malé zdroje

### Spontánní štěpení

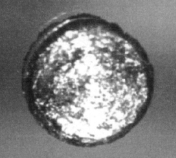
Kalifornium používané v zdrojích neutronů

Některé izotopy podléhají spontánnímu štěpení (SF), během kterého se jádro samovolně rozpadne a emituje volné neutrony. Nejběžnějším zdrojem spontánního štěpení je izotop 252Cf. Jedná se o aktinidy vyrobeny ozařováním uranu nebo transuranového prvku v jaderném reaktoru. Po ozáření neutrony je materiál transmutován na požadovaný nuklid. SF zdroje jsou typicky velmi malé, jsou jen pár cm velké. Typický zdroj neutronů Cf-252 emituje 107 až 109 neutronů za sekundu, jeho poločas rozpadu je jen 2,6 roku a neutronový tok tak postupem času klesá. Zdroj neutronů Cf-252 stojí 15 000 až 20 000 USD (300 000 až 450 000 Kč). 

### Alfaneutronické zdroje
Jedním z možných procesů to emisi volných neutronů je tzv. alfaneutronická reakce. Když alfa částice narazí to lehkého prvku(např. Be, Li, B, C, Al), může být jádrem pohlcena a následně emitován neutron.
α + 9Be → 13C + n
Je tedy možné vyrobit zdroj neutronů smícháním alfa zářiče, jako je Po, Rn, Ra, Pu nebo Am, s izotopem s nízkou atomovou hmotností, obvykle smícháním prášků těchto dvou materiálů. V případě radonu lze plyn napustit do malé skleněné nádoby s vrstvou beryllia na vnitřním povrchu. Přeměna alfa částice na volný neutron je však velmi malá, asi 1 neutron na 30 000 alfa částic, alfa zářič proto musí mít vysokou aktivitu, pravděpodobnost vzniku volného neutronu se zvyšuje s energií alfa částic. Například Ra-226 s energií alfa částic 4870 keV produkuje méně neutronů než zdroj s Am-241 s energií alfa částic 5637 keV, produkce neutronů se účastní i dceřiné produkty. Typický AmBe zdroj neutronů je tvořen jemným práškem obou kovů a je velikostí srovnatelný s SF zdroji. Typicky produkuje 106–108 neutronů za sekundu. Jejich výhodou oproti Cf zdrojům je delší životnost, většinou stovky až tisíce let.  

### Fotoneutronické zdroje
Volný neutron může být emitován také při absorpci vysokoenergetického fotonu lehkým atomem, například deuteriem nebo berylliem. Absorbovaný foton o dostatečné energii způsobuje gigantické dipólové rezonance, nestabilní jádro ze sebe následně vymrští neutron.
D + γ → p + n
9Be + γ → 2 4He + n
Minimální potřebná energie gama záření pro D a Be je 2.22 a 1.67 MeV resp. Energie gama záření většiny zářičů je pro tuto reakci příliš malá, jedinými kandidáty jsou 124Sb, 24Na, 38Cl, z nichž jen 124Sb má dostatečně dlouhý poločas rozpadu (60 dní) pro realistické využití. V případě vyšších energií fotonu, alespoň 8 MeV, lze využít reakce fotoštěpení, během které je jádro těžkého prvku rozštěpeno vysokoenergetickým fotonem. Tyto zdroje nejsou v praxi příliš časté.   

### Neutronové generátory
Neutronové generátory jsou kompaktní zdroje neutronů, ve kterých jsou ionty deuteria nebo tritia urychlovány napěťovým potenciálem na desítky keV. Po urychlení ionty naráží do terče, typicky deuterid kovu, spojí se do jádra helia a emitují neutron.
D + D → 3He + n
D + T → 4He + n
Výhodou těchto zdrojů je jejich kompaktnost a jednoduchá manipulace. Generátor lze jednoduše přinést na potřebné místo a zapojit do sítě. Komerčně prodávané generátory stojí 50 000 až 1 000 000 Kč a mají životnost několik let. Při příkonu 50 W generují 108 neutronů za sekundu.  

## Zdroje střední velikosti

### Z-pinč
Z-pinč je fúzní zařízení, které vytváří neutrony s pomocí pinčového efektu. Jedná se o vakuovou komoru naplněnou malým množstvím pracovního plynu (deuterium nebo tritium) s dvěma elektrodami. V komoře proběhne výboj, který má kvůli Lorentzově síle tendenci tvořit dlouhá a úzká vlákna. Dochází přitom ke stlačení (implozi) plynu a jeho zahřátí na velmi vysoké teploty, což umožňuje termojadernou fúzi. Z-pinč funguje v pulzním režimu, po pár mikrosekundách se totiž vnitřní síly vyrovnají. energie vyzáří a plyn expanduje.
Například u českého z-pinče PFZ-200 se během výboje se uvolní energie 4 kJ z kondenzátorů o kapacitě 16 μF a napětí 30 kV, proud dosahuje až 220 kA. Jeden D-D výboj uvolní 108 neutronů, v případě použití tritia je hodnota 100krát vyšší. Komora je schopna provádět 12 výstřelů na hodinu, limitujícím faktorem je doba odčerpávání plynu.

### Elektrostatické fúzní zařízení

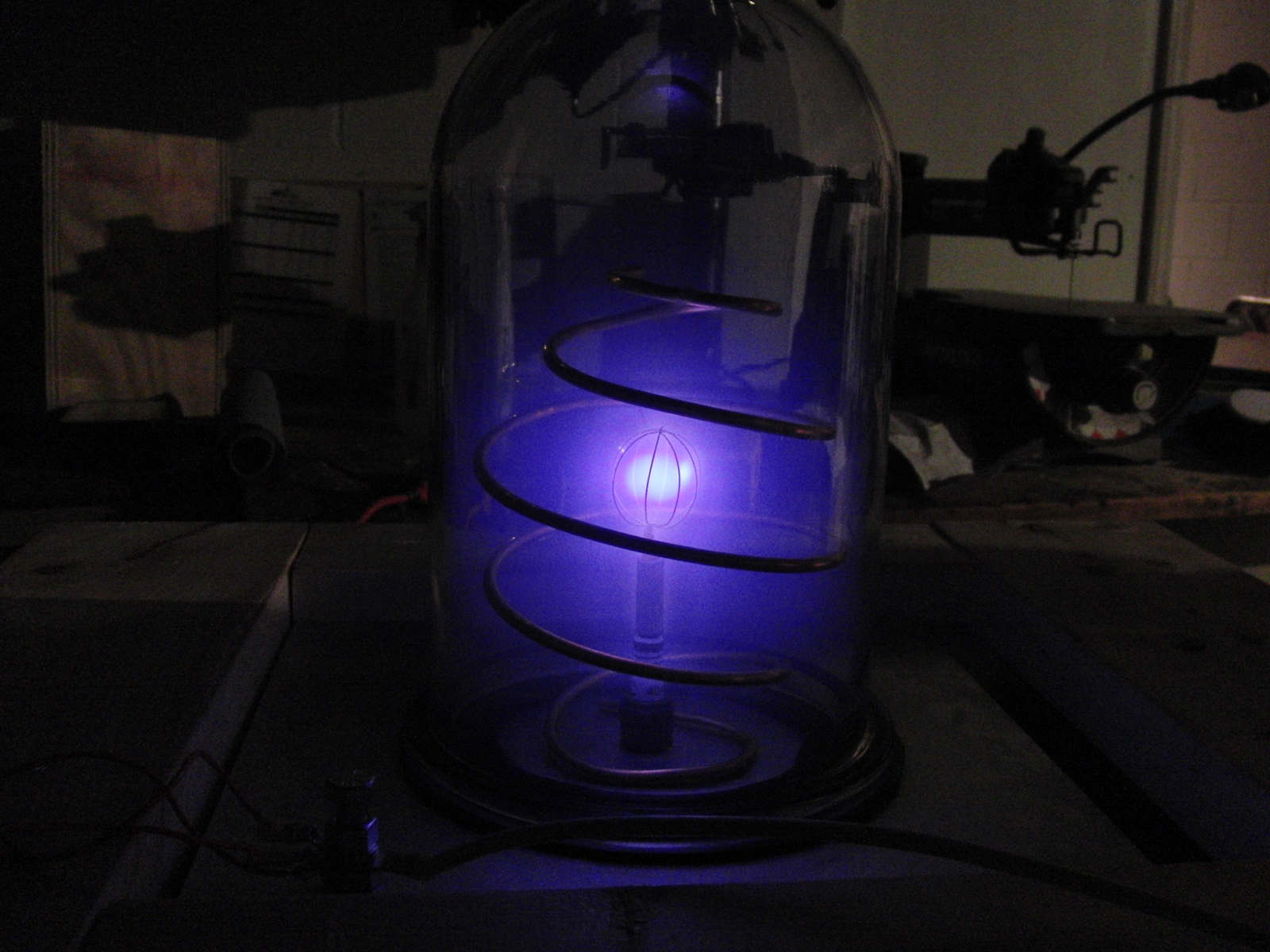
Amatérský fusor

Elektrostatické fúzní zařízení, mezi které patří i fúzor, je zařízení které k ovládání plazmatu používá pouze elektrické pole. Skládá se z nádoby naplněné zředěným plynem, nejčastěji deuteriem nebo tritiem. Uprostřed nádoby je katoda a jejím okraji je anoda. Záporně nabité ionty jsou odváděny ven zatímco kladně nabité ionty jsou přitahovány dovnitř nádoby, kde spolu mohou interagovat a emitovat neutrony. Elektrostatická fúzní zařízení jsou velmi oblíbená mezi amatéry, protože jsou oproti Z-pinči, tokamaku nebo stelarátoru mnohem jednodušší a levnější na výrobu, to se však podepisuje i na jejich kvalitě. Ionty často místo do jiných iontů naráží do elektrody, což dramaticky snižuje jejich energii. Zároveň se vakuum znečišťuje interakcí plazmatu a konstrukčních materiálů. Elektrostatická fúzní zařízení mohou být provozována kontinuálně s neutronovou produkcí 102 - 107 neutronů za sekundu.  

### Urychlovač lehkých iontů
Jedná se o urychlovače částic, které urychlují izotopy vodíku nebo helia na několik MeV a následně je narážejí do terčů, typicky D2O, Li nebo Be, za vzniku volných neutronů. Reakce jsou podobné jako u alfaneutronických zdrojů, lehké ionty však pochází z urychlovače částic, nikoliv radionuklidu. Urychlovače částic mohou jednoduše měnit iontový proud a jeho energii. Například na cyklotronu U-120M v ÚJV Řež se pro produkci neutronů se typicky používají protony o energii 20-37 MeV a proudu až 200 μA, 1015 nabitých částic za sekundu. Neutronový tok takového urychlovače je až 1011 neutronů za sekundu. Energie neutronů je až 35 MeV.  Neutrony lze využít v urychlovačem řízeném podkritickém reaktoru (ADSR). 

### Fotoneutronická reakce způsobená brzdným zářením
V tomto systému rentgenky urychlují elektrony na velmi vysoké energie (desítky MeV), elektrony naráží to terče, anody, a tím vytvářejí vysokoenergetické brzdné záření. Toto záření je dostatečně silné na to, aby způsobilo fotoneutronickou reakci nebo dokonce fotoštěpení. Stejně jako u urychlovačů částic je možné výkon rentgenky jednoduše měnit, nespoléhá totiž na žádný radionuklid. Pokud je energie elektronu dostatečně vysoká (nad 50 MeV) je možné z jádra vymrštit volné neutrony přímo bez fotonů.  

## Velké zdroje

### Štěpný jaderný reaktor

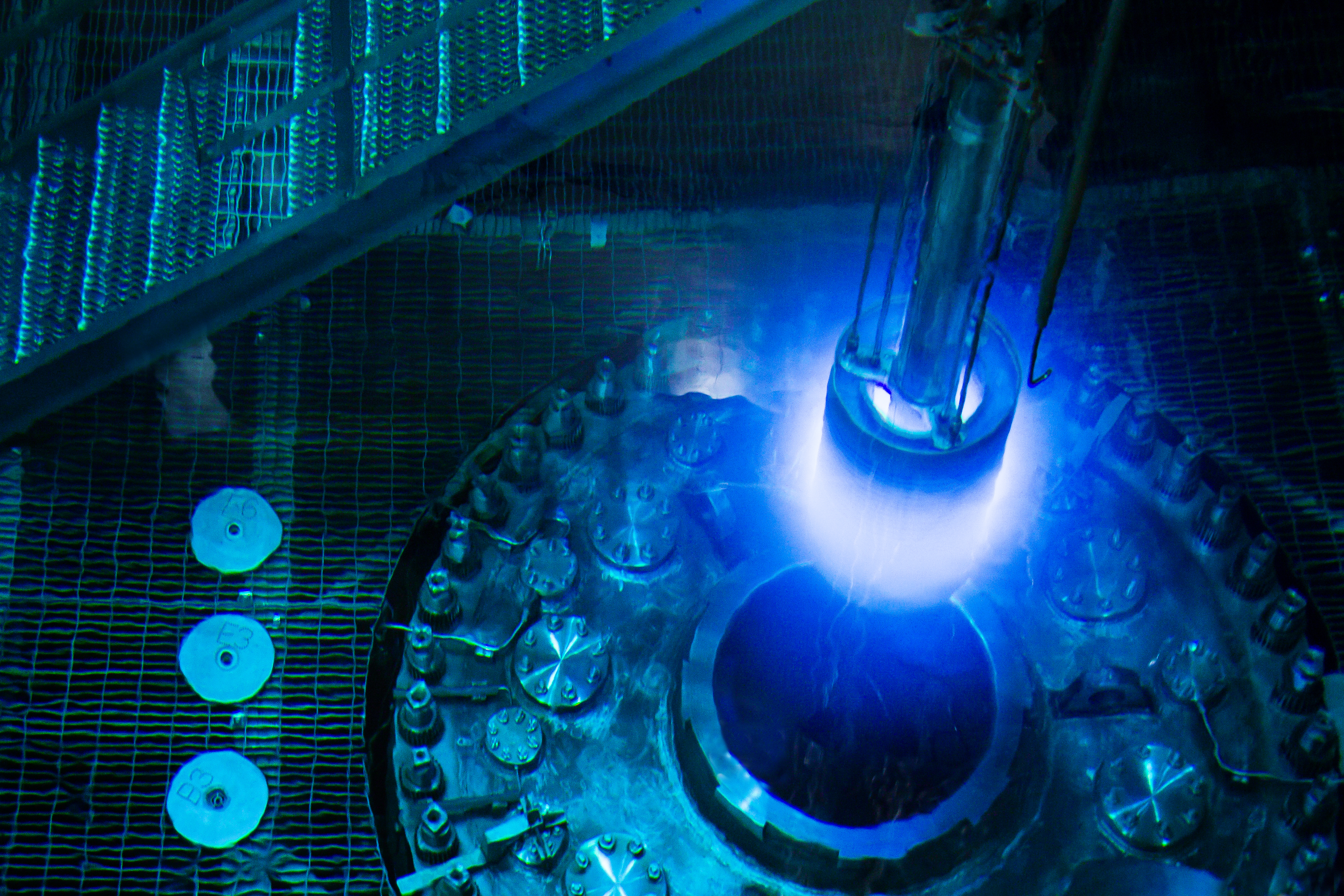
Výzkumný jaderný reaktor HFIR v Oak Ridge, modré světlo je způsobené čerenkovým zářením

Neutrony jsou nedílnou součástí štěpných jaderných reaktorů, jsou zde generovány během štěpení uranu a plutonia. Přebytečné neutrony generované ve výzkumných jaderných reaktorech lze použít pro různé experimenty. Vzorky mohou být ozařovány buď přímo v reaktoru nebo může být v reaktorové nádobě radiální kanál, který neutrony odvádí pryč z reaktoru. Jedná se o nejlevnější neutronový zdroj na množství vyprodukovaných neutronů. Množství generovaných neutronů je přímo úměrné výkonu reaktoru. V podkritických jaderných reaktorech, jako například VR-2, se produkuje zhruba 108 neutronů za sekundu, ve velkých elektrárnách jako JE Temelín produkuje reaktor VVER-1000 až 1020 neutronů za sekundu.    

### Jaderná bomba

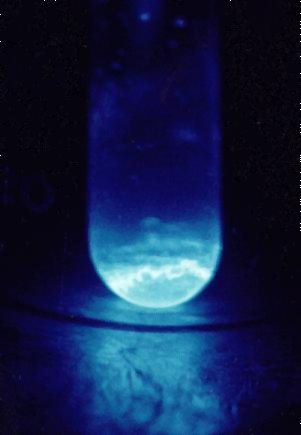
Zkumavka s roztokem einsteinia

Jako neutronový zdroj lze také použít tzv. mírové jaderné výbuchy. Jaderné bomby uvolňují obrovské množství neutronů ve velice krátkém čase. Neutronový tok uvnitř jaderné bomby je na několik mikrosekund nejintenzivnější v celé Galaxii, možná i v celém Vesmíru.  Tyto neutrony lze následně použít pro různé experimenty jako například ozařováním způsobenou mutaci rostlin ( v tomto případě se však jedná spíše o gama záření). Největší nevýhodou jaderných výbuchů je, kromě jejich zákazu Smlouvou o všeobecném zákazu jaderných zkoušek v roce 1996, nízký dolet neutronů v porovnání s rázovou vlnou a tepelným a ionizujícím zářením, vzorek pro ozáření musí být schopen odolat těmto extrémním podmínkám. Dalšími faktory je vysoká cena a špatná dostupnost. Během objevu Einsteinia a Fermia byl k ozařování využit právě jaderný výbuch.
| Reaktor    | Tepelný výkon | Počet neutronů za sekundu | Neutronový tok (n·cm−2·s−1) | Poznámka                                          |
| ---------- | ------------- | ------------------------- | --------------------------- | ------------------------------------------------- |
| VR-2       | < 1 W         | 108                       | 105                         | podkritický reaktor                               |
| VR-1       | 100 W         | 1012                      | 109                         |                                                   |
| LVR-15     | 10 MW         | 1017                      | 1014                        |                                                   |
| HFIR       | 85 MW         | 1018                      | 1015                        | Nejintenzivnější neutronový tok ze všech reaktorů |
| VVER-1000  | 3000 MW       | 1020                      | 1013                        | JE Temelín                                        |
| Little boy | 15 kt         | 1024                      | 1031                        | Jaderná bomba svržená na Hirošmu                  |
| Car bomba  | 50 Mt         | 1028                      | 1034                        | Nejsilnější testovaná vodíková bomba              |

### Fúzní zařízení
Fúzní neutrony lze získávat také z větších zařízení jako jsou tokamaky, stelarátory a zařízení pro inerciální fúzi. V případě tokamaku se jedná o velkou toroidiální komoru, ve které se nabité částice pohybují po šroubovici podél vnitřní osy nádoby, plazma untiř nádoby slouží jako sekundární cívka trasformátoru, na kterou se indukuje proud. K udržení plazmatu je potřebné velmi silné magnetické pole, stěny nádoby musí být schopny odolat intenzivnímu tepelnému toku (až 20 MW na m2).  Stelarátor k udržení plazmatu nepoužívá proud, ale magnetické pole, které je díky komplikovanému tvaru nádoby homogenní v celém průřezu nádoby. Ani jeden typ tohoto zařízení je však schopen fungovat déle než několik sekund. Neutronová produkce v takových zařízeních je 1010 až 1018. Inerciální fúze využívá velmi silné lasery pro stlačení paliva uvnitř Hohlraumu, takové zařízení uvolňuje velké množství neutronů ve velmi krátkém čase.   Fúzní reaktory by se mohly stát zdrojem neutronů v tzv. hybridních jaderných reaktorech, ve kterých jsou fúzní neutrony využívány pro štěpení podkritické uranové obálky. V 70. letech se o hybridních reaktorech uvažovalo jako o jedné z možných cest pro výrobu zbrojního plutonia.  

### Urychlování elektronů plazmovou vlnou (LWFA)
Kromě rentgenky lze také elektrony urychlit laserovou plazmovou vlnou (anglicky: laser wakefield acceleration). Femtosekundové impulzy TW nebo PW laseru dokáží ionty urychlit na extrémně vysoké energie potřebné pro fotoštěpení.  Tyto neutrony jsou často produkovány například během experimentů ve výzkumném centru ELI beamlines. zatímco ve většině případů jsou tyto neutrony vnímány jako nežádoucí produkt, který aktivuje konstrukční materiály, v jiných experimentech jsou úmyslně vytvářeny laserovým ozařováním deuterovaných plastů. TW laser je schopen vytvořit až 108 neutronů při každém impulzu, kadence laseru je v jednotkách Hz  . Vysokoenergetické neutrony vytvořené během impulzu lze využít pro radiografii, měření účinných neutronových průřezů, radiační léčbu či spalování jaderného odpadu.  

### Spalační zdroje neutronů

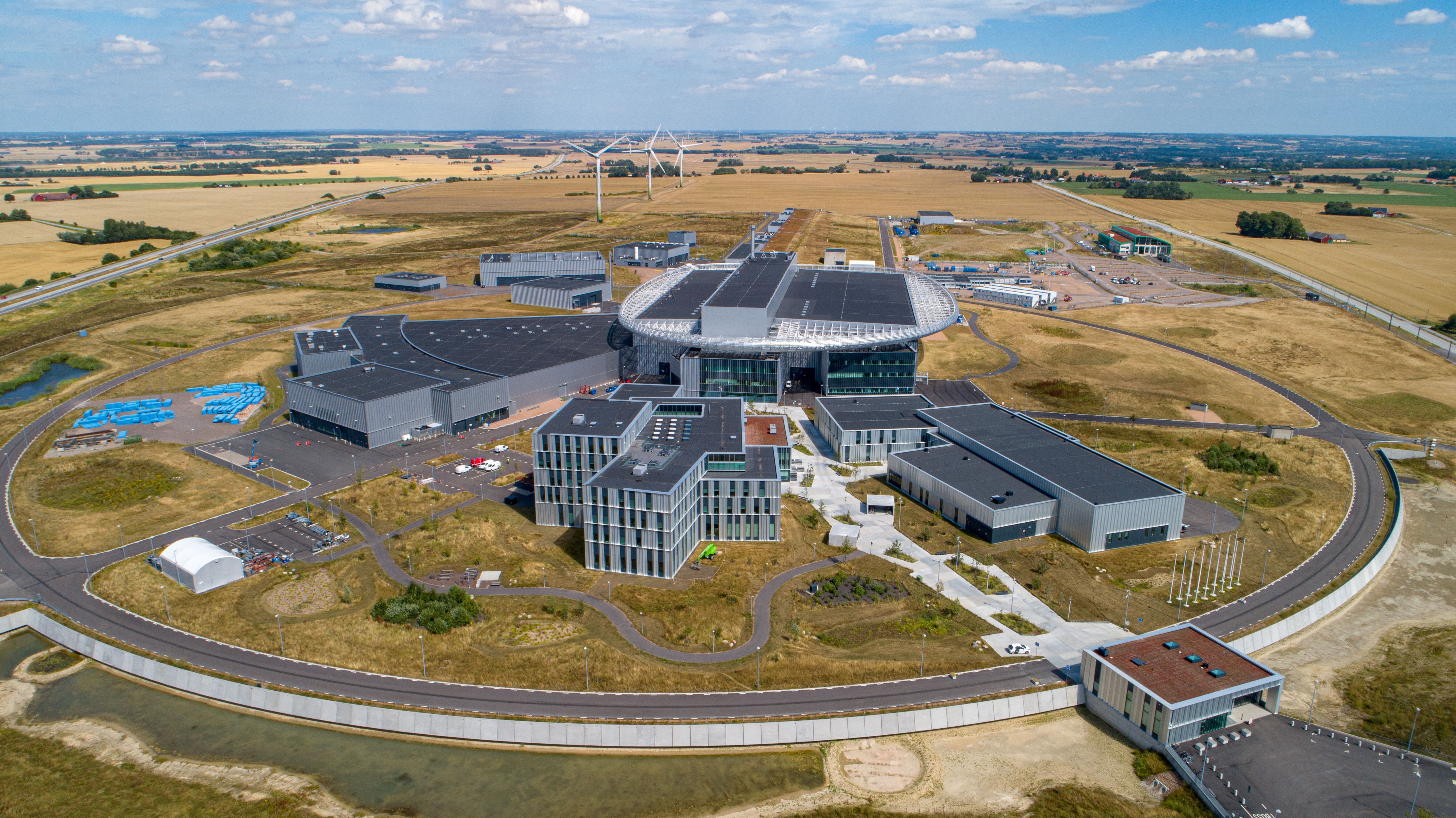
Výzkumné centrum European Spallation Source ve Švédsku

Protony urychlené v urychlovači částic na velmi vysoké energie (až 1 GeV) uvolní z těžkých jader po strážce několik volný neutronů v kaskádové spalační reakci. jediný proton tak může vytvořit 20-30 volných neutronů. Zatímco štěpné reaktory jsou omezeny výkonovou hustotou, spalační zdroje takové omezení nemají a mohou proto dosáhnout mnohem vyšších neutronových toků, s současné době až 1017 n·cm−2·s−1. Takové neutronové zdroje se kromě výzkumu mohou používat i pro spalování transuranů nebo v ADS reaktorech.  